# 北門町 (臺北市)

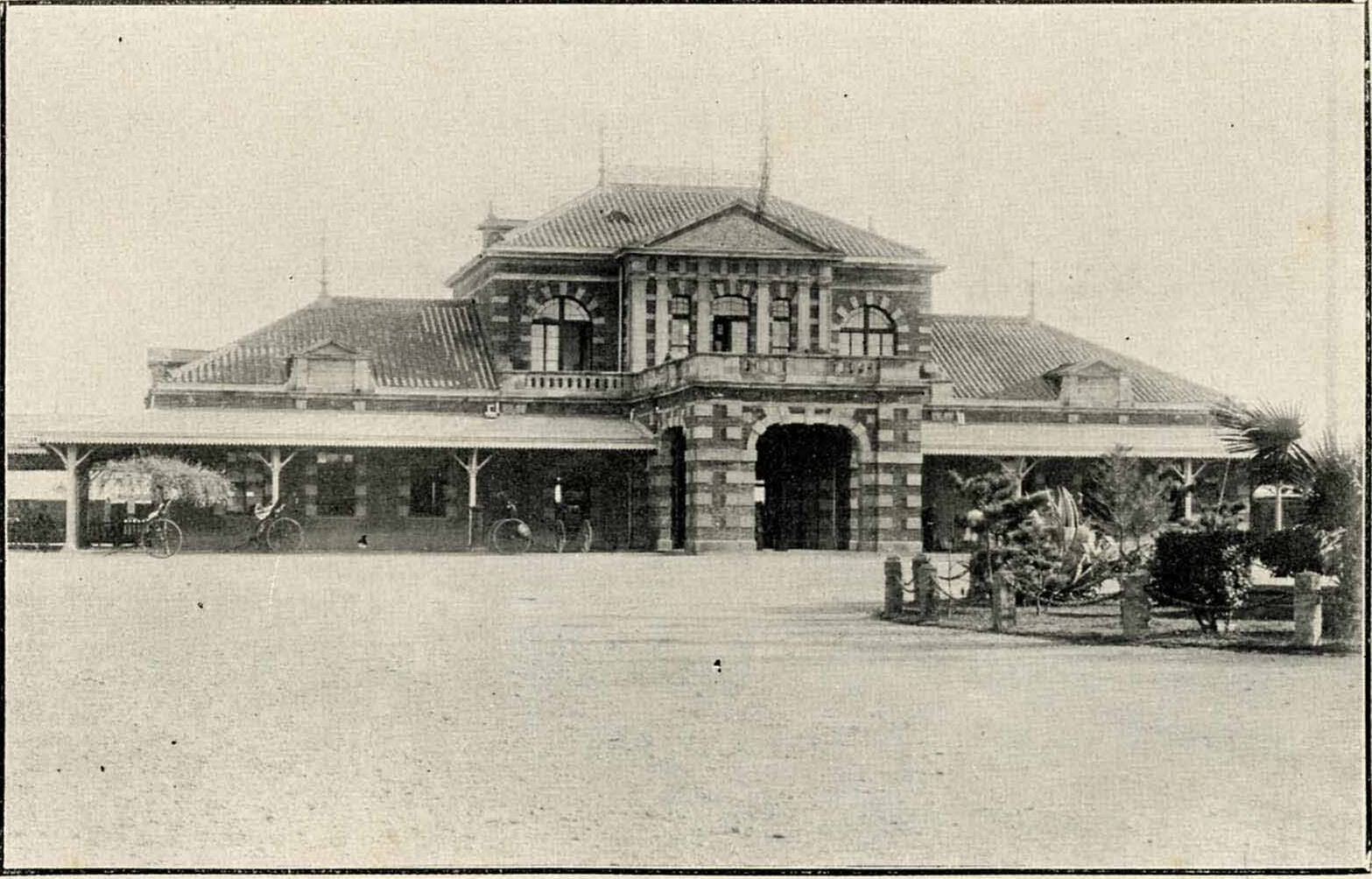
第二代臺北車站，1939年拆除

北門町，為臺灣日治時期臺北市之行政區，位於大稻埕上奎府町之南，台北車站前後一帶，今延平北路一段以東，中山北路以西，鄭州路以南，忠孝西路一段以北，因位處台北城之北門外而得名。

## 町內設施
- 台北驛（台北車站）
  - 裏台北驛（淡水線使用之後驛，或稱後車站）
- 大阪商船株式會社
- 近海郵船株式會社
- 北門町郵便局（1914年開局，初代局長 大戸安重，現台北復興橋郵局）[1]